# Фулеко
Фулеко (порт. Fuleco; 1 января 2000) — официальный талисман Чемпионата мира по футболу 2014 в Бразилии. Представляет собой броненосца (бразильский трехпоясной броненосец, обитающий в восточной части страны) с синими волосами в футболке со словами BRAZIL 2014. Сочетание синего, зелёного и жёлтого представляет цвета национальных спортивных команд Бразилии.
Современные технологии позволили Фулеко быстро стать глобальным явлением, со своим персональным сайтом (mascot.fifa.com), который поможет как определить его характер, так и описать образ, который организаторы ЧМ’2014 хотят придать мероприятию в целом.

## Имя
Имя Фулеко (Fuleco) образовано от Futebol (футбол) и ecologia (экология).
Респондентам пришлось выбирать из трех имен — Амижуби, Зузеко и Фулеко. Причем все эти названия — комбинированные производные от двух различных слов.
В итоге большинство респондентов (48 %) проголосовали за имя Фулеко. За имя Зузеко (Zuzeco от azul, «синий» и ecologia, «экология») проголосовал 31 % принявших участие в опросе, вариант Амижуби (Amijubi от amizade, «дружба» и júbilo, «радость») собрал 21 % голосов.